# Старший майор державної безпеки
 Старший майор державної безпеки — спеціальне звання начальницького складу Головного управління державної безпеки (ГУДБ) НКВС і НКДБ СРСР в 1935-1945 роках.
У 1935-1940 роках звання приблизно відповідало військовому званню комдив в сухопутних військах та флагман II рангу в військово-морських силах.

## Історія використання
Постановами ЦВК СРСР № 20 і РНК СРСР № 2256 від 7 жовтня 1935 року, оголошених Наказом НКВС СРСР № 319 від 10 жовтня 1935, введені персональні спеціальні звання для начальницького складу ГУДБ НКВС СРСР. Ці спеціальні звання хоч і мали назву, подібну до військових, але не відповідали їм. Серед цих спеціальних звань було звання старший майор державної безпеки. Старший майор ДБ був вище за рангом від майора державної безпеки, та нижче від комісара 3 рангу державної безпеки.
Указом Президії Верховної Ради СРСР від 9 лютого 1943 року, вводилися нові спеціальні звання співробітників органів НКВС відповідні до загальновійськових (окрім вищого начальницького складу), а також вводився поділ на склади (вищий, старший, середній та молодший). Звання старший майор державної безпеки вийшло з обігу припинивши своє існування. Вище за звання майор державної безпеки стало знаходитися звання підполковника державної безпеки. У 1943 році скасовано та замінено знову введеним званням комісар державної безпеки.

## Знаки розрізнення
У 1924-1936 роках в органах держбезпеки для позначення посадових розрядів використовувалася система знаків розрізнення посадових рангів, подібна до армійської. У цій системі молодший склад позначався певною кількістю трикутників на петлицях, середній склад — квадратів («кубарів»), старший склад — прямокутників («шпал»), вищий склад — ромбів.
У 1935 році в ГУДБ НКВС вводяться персональні спеціальні звання, а також повністю змінюються знаки розрізнення. Спочатку для начскладу ГУДБ НКВС були прийняті тільки нарукавні знаки розрізнення. Для осіб середнього начскладу — червоні усічені трикутники (кількість — відповідно до звання). Дана система виявилася невдалою: нарукавні відзнаки були важкорозрізнювані, що призвело до повернення знаків розрізнення до петлиць. На петлицях начальницького складу з'являються просвіти, певного кольору. Середній та старший начальницькі склади мали сріблясті просвіти, вищий начальницький склад мав золотисті просвіти. Також на петлицях, залежно від звання, розташовувалася певна кількість сріблястих (старший склад), золотистих (вищий склад) п'ятипроменевих зірочок чи червоних емальованих трикутників (середній склад). Старший майор ДБ мав на петлицях з одним золотистим просвітом по дві золотисті зірочки, та дві нарукавні шиті золотом зірки.
З 1937 року в органах державної безпеки були введені знаки розрізнення армійського зразка (аналогічні вже використовувалися у військах НКВС). Нарукавні відзнаки були скасовані, був змінений вид петлиць. Петлиці встановлювалися двох видів: для гімнастерки або френча і для шинелі. Перші зберігали колишні форму і розмір, шинельні мали форму ромба з округленими увігнутими верхніми сторонами. Висота петлиці 11 см, ширина — 8,5 см, розміри шинельної петлиці: висота 13 см, ширина 12,5 см. Колір петлиць залишався колишнім, краповим (темно-червоного) з малиновим кантом. Замість зірочок і кутників були встановлені знаки розрізнення, аналогічні прийнятим в РСЧА: ромби для вищого начскладу, прямокутники («шпали») — для старшого і квадрати («кубики») — для середнього. Старші майори державної безпеки, отримують на петлиці по дві емальовані ромби, як на петлицях загальновійськового комдива РСЧА.
1936-1945.
| 1936 | 1936 | 1937-43 | 1937-43 |
| ---- | ---- | ------- | ------- |
|      |      |         |         |

## Носії
Наказом НКВС № 794 від 29.11.1935, 42 співробітникам державної безпеки НКВС було присвоєно звання старшого майора державної безпеки. У грудні 1935 року окремими наказами звання «старшого майора ДБ» було присвоєно ще 5 співробітникам НКВС.